# Pintura islâmica

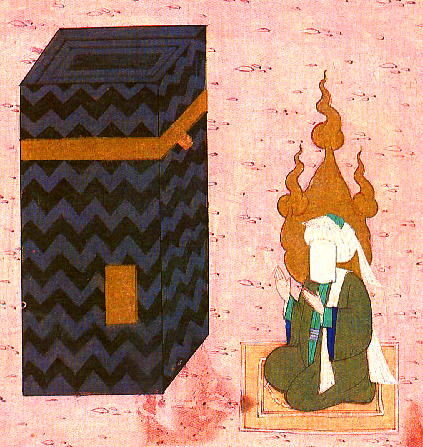
O Profeta orando na Kaaba, numa gravura otomana do século XVI. O rosto do profeta está vendado, comum na arte islâmica da época.

A pintura islâmica pode ser  considerada como aquela associada ao Império Muçulmano da Antiguidade / Idade Média, que se expandiu por quase todo o Oriente Próximo e norte da África a partir da Península Arábica. Na arte, os muçulmanos herdaram o estilo bizantino, com suas reminiscências helenísticas e romanas, e a arte da Pérsia.
Os árabes tinham uma atitude diferente frente às representações figurativas. Maomé também condenou a idolatria, como os iconoclastas, e proibiu os ídolos, especialmente estátuas, consideradas como inspiradas por Satanás.
Quanto à pintura, a relação foi ambígua. Nenhuma tradição pictural existia entre os árabes e por isso a pintura religiosa só podia se inspirar em fontes estrangeiras. Os árabes aceitaram a arte figurativa secular dos territórios conquistados. Só mais tarde, por influência de judeus convertidos, se encontram censuras severas à figuração. Imaginava-se que ao representar seres vivos o artista usurpava um poder criador reservado só a Deus.

## Objetos decorados
As imagens de seres vivos podiam ser reproduzidas em artefatos de uso corrente e em tamanho pequeno. Os árabes, como eram nômades, tinham predileção por objetos portáteis, que se tornaram ainda mais elaborados com as novas influências dos gregos, romanos e bizantinos.

## Pintura
A tradição da pintura foi mantida graças a artistas de outras religiões. Havia uma procura para a ilustração de textos científicos, que, muitas vezes, eram traduzidos de fontes gregas. Pode-se também perceber influências da pintura chinesa, fruto de contatos com o Oriente, especialmente nas paisagens e iluminuras que as acompanham. Uma das mais belas obras da pintura islâmica é a Ascensão de Maomé. A composição mescla elementos orientais (dourado flamejante) e cristãos (movimento agitado da composição). O rosto do Profesta está em branco, por se entender que seria uma heresia representá-lo.

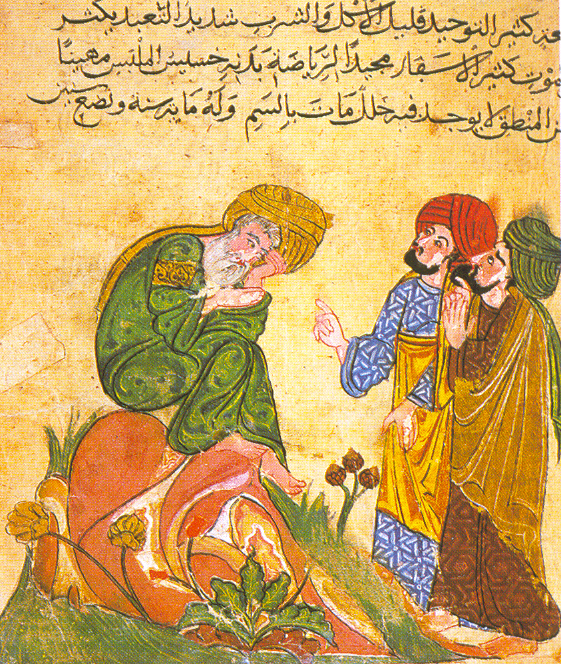
Sócrates e seus pupilos.
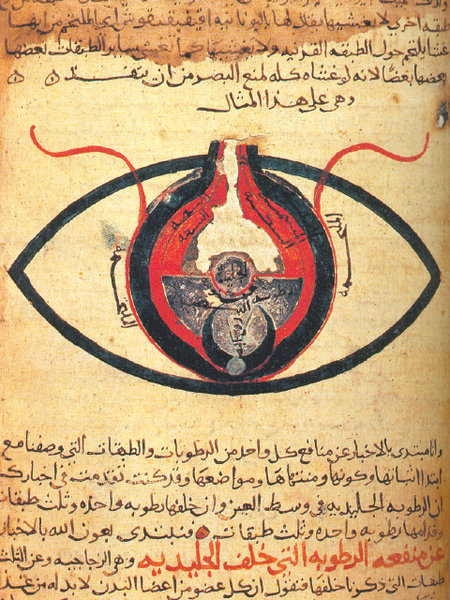
Descrição de um olho, manuscrito.
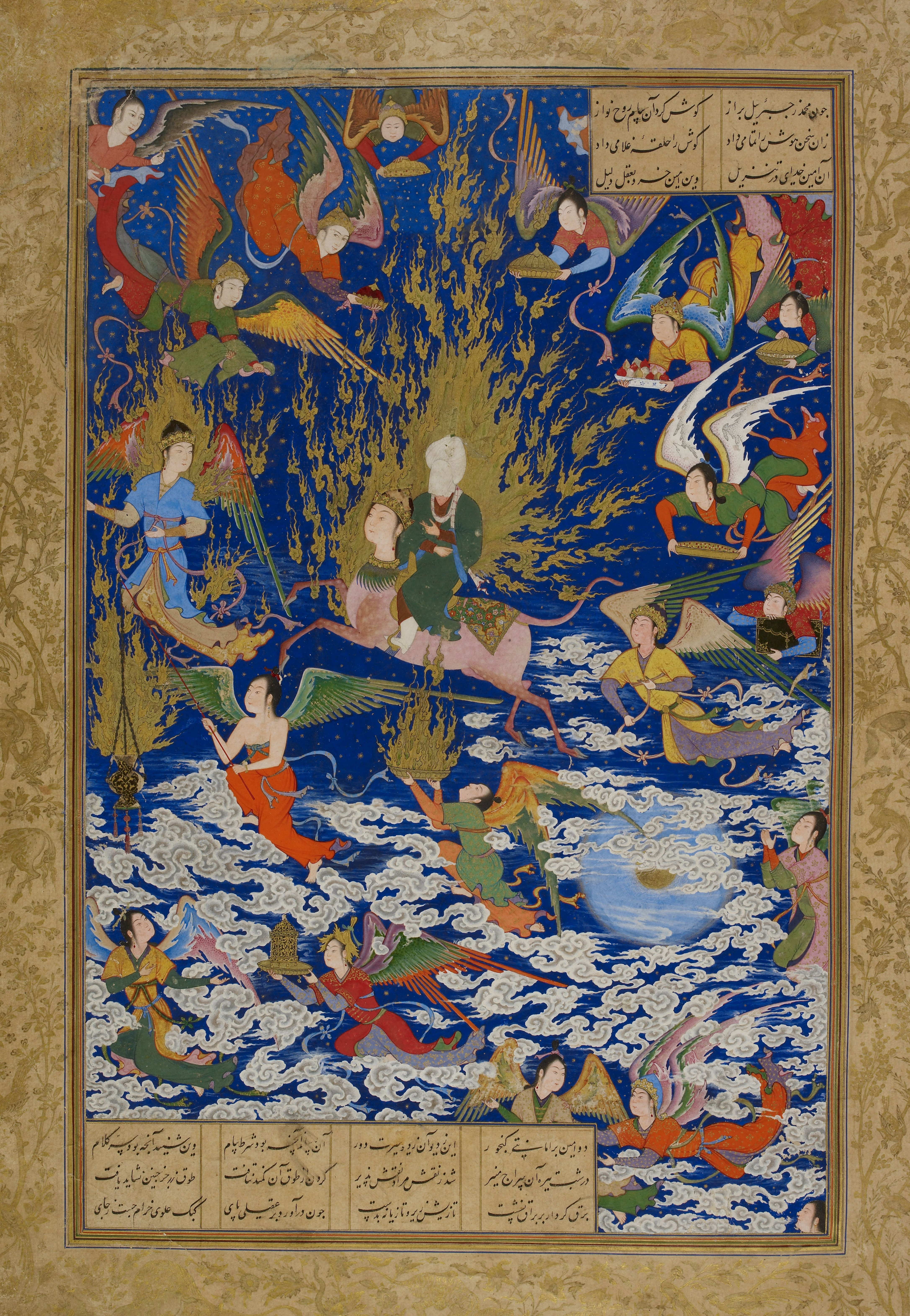
Ascensão de Maomé, manuscrito persa.